# Pirata knorri
Pirata knorri este o specie de păianjeni din genul Pirata, familia Lycosidae. A fost descrisă pentru prima dată de Scopoli, 1763. Conform Catalogue of Life specia Pirata knorri nu are subspecii cunoscute.